# Sociedade Esportiva e Recreativa Santo Ângelo
A Sociedade Esportiva e Recreativa Santo Ângelo mais conhecida pela sua torcida como "SER" é um clube brasileiro de futebol, sediado em Santo Ângelo, no estado do Rio Grande do Sul. Sua casa é o Estádio Raul Oliveira, mais conhecido como Estádio da Zona Sul. Após a queda do clube para a Segundona Gaúcha em 2016, licenciou-se das competições profissionais.Retornando as atividades na Segundona Gaúcha em 2018, montando um time mesclado com atletas da região e profissionais,seus principais rivais são
o Elite da mesma cidade e o São Luiz

## História
A S.E.R. Santo Ângelo foi fundada em 26 de setembro de 1989. O clube surgiu da fusão de três clubes, o Grêmio Esportivo Santoangelense, o Tamoyo Futebol Clube e o Elite Clube Desportivo. Em 1995 ela conseguiu subir a primeira divisão do Gauchão onde ficou até 2004. Em 1996 a S.E.R. ficou em 3º lugar na 1ª Divisão do Campeonato Gaúcho tendo como artilheiro Evandro Brito com 20 gols, e desde então esta é sua melhor qualificação no estadual gaúcho. Em 1999 a equipe participou de uma seletiva para a série C do Campeonato Brasileiro ficando na 4ª colocação.
Após um ano sem participação no Campeonato Estadual, em 21 de dezembro de 2008 o treinador e ex-goleiro campeão mundial Mazaropi assumiu o comando da equipe, buscando o retorno à primeira divisão. Porém, em 25 de abril de 2009 o treinador foi demitido, após a fraca atuação da equipe no Campeonato Estadual.
Em 2011, o clube mudou sua denominação de "Sociedade" para "Associação".
Em 2012, foi assinado contrato com o jogador Felipinho, que se tornou uma estrela quando seu passe foi fixado em 1 milhão de reais.
Entre 2012 e 2015 o Santo Ângelo obteve boas campanhas, com chances de acesso à primeira divisão. Em 2016 o clube acabou na 14º posição da Divisão de Acesso, ao perder a disputa contra o Santa Cruz-RS, sendo rebaixado para a Segundona Gaúcha. Com uma situação financeira complicada o clube precisou licenciar-se para sanar as dívidas, abrindo caminho para o renascimento do Elite, clube que passa a representar a cidade de Santo Ângelo nas competições estaduais.

## Ano a ano
| Década de 1990 |                                         |                                         |                                         |
| Ano            | Campeonato Gaúcho                       | Campeonato Gaúcho                       | Campeonato Gaúcho                       |
| —              | Div.                                    | Pos.                                    | Pos.                                    |
| 1995           | Terceira Divisão                        | Aumento                                 | 1º                                      |
| 1996           | B/A                                     | Estável                                 | 1º/3º                                   |
| 1997           | A                                       | Estável                                 | 12º                                     |
| 1998           | A                                       | Estável                                 | 12º                                     |
| 1999           | A                                       | Estável                                 | 10º                                     |
| Década de 2000 |                                         |                                         |                                         |
| Ano            | Campeonato Gaúcho                       | Campeonato Gaúcho                       | Campeonato Gaúcho                       |
| —              | Div.                                    | Pos.                                    | Pos.                                    |
| 2000           | A                                       | Estável                                 | 10º                                     |
| 2001           | A                                       | Estável                                 | 15º                                     |
| 2002           | A                                       | Estável                                 | 10º                                     |
| 2003           | A                                       | Estável                                 | 9º                                      |
| 2004           | A                                       | Baixa                                   | 15º                                     |
| 2005           | Segunda Divisão                         | Estável                                 | 3º                                      |
| 2006           | Segunda Divisão                         | Estável                                 | 18º                                     |
| 2007           | Segunda Divisão                         | Estável                                 | 3º                                      |
| 2008           | Licenciado                              | Licenciado                              | Licenciado                              |
| 2009           | Segunda Divisão                         | Estável                                 | 13º                                     |
| Década de 2010 |                                         |                                         |                                         |
| Ano            | Campeonato Gaúcho                       | Campeonato Gaúcho                       | Campeonato Gaúcho                       |
| —              | Div.                                    | Pos.                                    | Pos.                                    |
| 2010           | Segunda Divisão                         | Estável                                 | 14º                                     |
| 2011           | Segunda Divisão                         | Estável                                 | 14º                                     |
| 2012           | Acesso                                  | Estável                                 | 8º                                      |
| 2013           | Acesso                                  | Estável                                 | 9º                                      |
| 2014           | Acesso                                  | Estável                                 | 10º                                     |
| 2015           | Acesso                                  | Estável                                 | 7º                                      |
| 2016           | Acesso                                  | Baixa                                   | 14º                                     |
| 2017           | Licenciado                              | Licenciado                              | Licenciado                              |
| 2018           | Segunda Divisão                         | Estável                                 | 11º                                     |
| 2019           | Segunda Divisão                         | Estável                                 | 4º                                      |
| Década de 2020 |                                         |                                         |                                         |
| Ano            | Campeonato Gaúcho                       | Campeonato Gaúcho                       | Campeonato Gaúcho                       |
| 2020           | Cancelado devido a pandemia de Covid-19 | Cancelado devido a pandemia de Covid-19 | Cancelado devido a pandemia de Covid-19 |
| 2021           | Licenciado                              | Licenciado                              | Licenciado                              |
| 2022           | B                                       | Estável                                 | 14º                                     |
| 2023           | B                                       | Estável                                 | 10º                                     |
| 2024           | Licenciado                              | -                                       | -                                       |
| 2025           | B                                       | Estável                                 | -                                       |

## Títulos

### Estaduais
- Campeonato Gaúcho - Série A2: 1995

## Artilheiros
- Artilheiro do Campeonato Gaúcho - Série A-2

1. Éder Machado - 2012 (19 gols).

- Artilheiro do Campeonato Gaúcho - Série B

1. Maurício - 2005 (23 gols).

- Artilheiro do Campeonato Gaúcho - Série C

1. Evandro Britto - 2002 (20 gols).